# Avenay-Val-d'Or
Avenay-Val-d'Or és un municipi francès, situat al departament del Marne i a la regió del Gran Est. L'any 2007 tenia 901 habitants.

## Demografia

### Població
El 2007 la població de fet d'Avenay-Val-d'Or era de 901 persones. Hi havia 333 famílies, de les quals 93 eren unipersonals (24 homes vivint sols i 69 dones vivint soles), 118 parelles sense fills, 106 parelles amb fills i 16 famílies monoparentals amb fills.
La població ha evolucionat segons el següent gràfic:
Habitants censats

### Habitatges
El 2007 hi havia 408 habitatges, 343 eren l'habitatge principal de la família, 8 eren segones residències i 57 estaven desocupats. 387 eren cases i 19 eren apartaments. Dels 343 habitatges principals, 275 estaven ocupats pels seus propietaris, 49 estaven llogats i ocupats pels llogaters i 19 estaven cedits a títol gratuït; 9 tenien dues cambres, 36 en tenien tres, 88 en tenien quatre i 211 en tenien cinc o més. 236 habitatges disposaven pel capbaix d'una plaça de pàrquing. A 142 habitatges hi havia un automòbil i a 151 n'hi havia dos o més.

### Piràmide de població
La piràmide de població per edats i sexe el 2009 era:
| Homes | Edats   | Dones |
| ----- | ------- | ----- |
| 0     | 95 o +  | 0     |
| 0     | 90 a 94 | 8     |
| 8     | 85 a 89 | 24    |
| 8     | 80 a 84 | 8     |
| 16    | 75 a 79 | 24    |
| 20    | 70 a 74 | 32    |
| 16    | 65 a 69 | 48    |
| 20    | 60 a 64 | 20    |
| 20    | 55 a 59 | 24    |
| 44    | 50 a 54 | 16    |
| 36    | 45 a 49 | 36    |
| 40    | 40 a 44 | 40    |
| 28    | 35 a 39 | 40    |
| 36    | 30 a 34 | 28    |
| 16    | 25 a 29 | 20    |
| 20    | 20 a 24 | 28    |
| 48    | 15 a 19 | 52    |
| 40    | 10 a 14 | 44    |
| 32    | 5 a 9   | 36    |
| 32    | 0 a 4   | 20    |

## Economia
El 2007 la població en edat de treballar era de 568 persones, 409 eren actives i 159 eren inactives. De les 409 persones actives 385 estaven ocupades (199 homes i 186 dones) i 23 estaven aturades (11 homes i 12 dones). De les 159 persones inactives 49 estaven jubilades, 68 estaven estudiant i 42 estaven classificades com a «altres inactius».

### Ingressos
El 2009 a Avenay-Val-d'Or hi havia 377 unitats fiscals que integraven 901 persones, la mediana anual d'ingressos fiscals per persona era de 20.669 €.

### Activitats econòmiques
Dels 30 establiments que hi havia el 2007, 4 eren d'empreses alimentàries, 4 d'empreses de construcció, 2 d'empreses de comerç i reparació d'automòbils, 1 d'una empresa de transport, 4 d'empreses d'hostatgeria i restauració, 7 d'empreses immobiliàries, 1 d'una empresa de serveis, 5 d'entitats de l'administració pública i 2 d'empreses classificades com a «altres activitats de serveis».
Dels 6 establiments de servei als particulars que hi havia el 2009, 1 era una oficina de correu, 2 fusteries, 1 lampisteria, 1 perruqueria i 1 restaurant.
Dels 5 establiments comercials que hi havia el 2009, 1 era una botiga de més de 120 m², 2 fleques i 2 carnisseries.
L'any 2000 a Avenay-Val-d'Or hi havia 152 explotacions agrícoles que ocupaven un total de 550 hectàrees.

## Equipaments sanitaris i escolars
El 2009 hi havia 2 escoles elementals.

## Poblacions més properes
El següent diagrama mostra les poblacions més properes.